# Primater
Primater (Primates), av Linné även kallade herredjur, är en ordning i djurklassen däggdjur. Namnet kommer från latinets primus, 'den främste'. I dag indelas ordningen primater i två underordningar, Strepsirrhini och Haplorrhini. Till den senare underordningen räknas alla människoapor (Hominidae) som även innefattar människan (Homo sapiens).
Den tidigare indelningen i apor och halvapor är föråldrad och används inte längre i vetenskapliga sammanhang. Aporna utgör fortfarande en giltig grupp, Anthropoidea, men halvaporna är parafyletiska.

## Systematik
Primaterna tillhör inom däggdjuren överordningen Euarchontoglires. Detta fastslogs genom undersökningar av primaternas genetiska och molekylära egenskaper. Primaternas närmaste släktingar är ordningen pälsfladdrare (Dermoptera). Spetsekorrar (Scandentia) som tidigare också räknades till primaterna har likheter i skallens byggnad och i levnadssättet, men dessa egenskaper gäller troligtvis för alla däggdjur eller har uppkommit på grund av konvergent utveckling och därför räknas spetsekorrarna som en egen ordning i samma överordning.

### Underordningar och familjer
Ordningen bildas av följande systematiska grupper:
- lägre primater Strepsirrhini		 	 
  - lemurer Lemuriformes	
    - smålemurer Cheirogaleoidea	
      - smålemurer Cheirogaleidae (muslemurer)

    - storlemurer Lemuroidea	
      - kattlemurer Lemuridae
      - vesslelemurer Lepilemuridae (vesslemakier)
      - silkeslemurer Indriidae (indrier)

  - fingerdjur Chiromyiformes
    - fingerdjur Daubentoniidae

  - lorisider Lorisiformes
    - lorier Lorisidae
    - galagoer Galagidae

  - †Megaladapidae
  - †Adapiformes

- högre primater Haplorrhini	 
  - spökdjur Tarsiiformes	
    - spökdjur Tarsiidae

  - antropoider Simiiformes (apor och människor)	 	 
    - brednäsor Platyrrhini (västapor)
      - cebusliknande brednäsor Cebidae
      - nattapor Aotidae
      - sakiliknande brednäsor Pitheciidae
      - atelesliknande brednäsor Atelidae

    - smalnäsor Catarrhini (östapor)
      - markattartade apor Cercopithecoidea 
        - markattartade apor Cercopithecidae

      - hominoider Hominoidea (människoartade apor)
        - gibboner Hylobatidae
        - hominider Hominidae (människoapor och människor)

Antalet godkända arter ökade betydligt från och med 1970-talet. Flera populationer som tidigare betraktades som underarter eller synonymer fick fram till 2010-talet artstatus. Dessutom blev flera primater nyupptäckta på grund av intensivare forskning i täta skogsområden. Året 2013 listades 479 arter fördelade på 77 släkten och 16 familjer.

## Utbredning

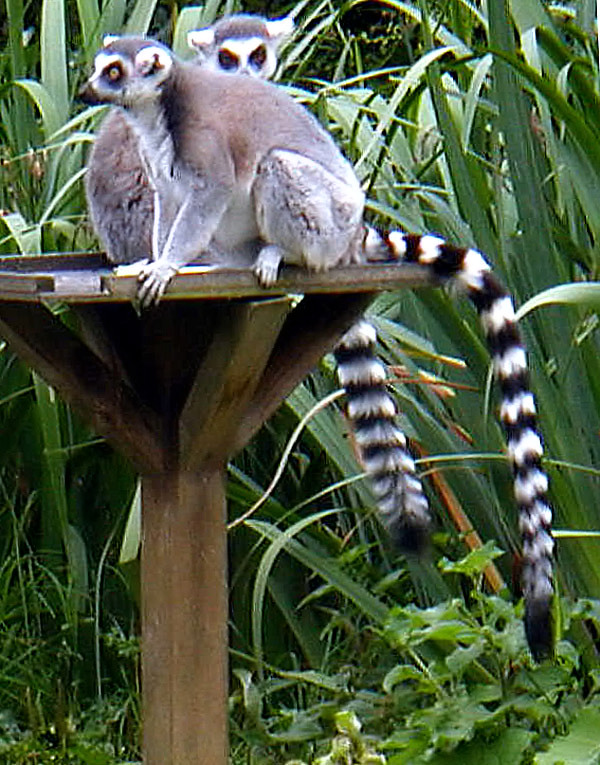
Lemurer förekommer bara på Madagaskar.

Med undantag av människan, som numera förekommer på hela jordklotet, lever de flesta primater i tropiska eller subtropiska regioner av Amerika, Afrika och Asien. I Amerika sträcker sig utbredningsområdet från södra Mexiko till norra Argentina. Däremot finns inga infödda primater på öar i Karibiska havet. Här finns bara djur som har införts av människan och ben av ett släkte som dog ut redan för mer än tvåtusen år sedan. I Afrika är primater vanliga och det största antalet arter finns söder om Sahara. På Madagaskar lever mycket speciella primater som bara förekommer där. I Asien sträcker sig utbredningsområdet över den Arabiska halvön (den här levande arten av babianer är möjligtvis införd av människor), Indien, Kina, Japan och en del av Sydostasien. I Europa förekommer bara en enda art, berberapan eller magot på Gibraltar, fritt i naturen. Men även den har troligtvis införts av människor.
Om man jämför med mängden övriga däggdjur som människan introducerat runt om på jordklotet är det uppenbart att människan inte tagit med sig många primater. Det handlar i princip bara om de redan nämnda babianerna i Arabien, om berberapan, små grupper av markattartade apor som togs med till ön Saint Kitts av afrikanska slavar samt en liten grupp rhesusapor som nu finns i Florida.

## Utseende
Trots att det inte finns några problem för definitionen av ordningen primater förekommer jämförelsevis få kännetecken som är speciella för denna djurgrupp och som inte finns hos andra däggdjur.

### Kroppslängden
Storleken sträcker sig från de bara 12 till 14 cm långa och 40 gram tunga muslemurerna till den upp till 200 kg tunga gorillan. Generellt är arter i underordningen Strepsirrhini (genomsnittlig vikt vid 500 gram) mindre än arter i underordningen Haplorrhini (genomsnittlig vikt vid 5 kg). Några arter har en utpräglad könsdimorfism. Hannen är i genomsnitt större, med undantag för de flesta brednäsorna i Sydamerika. Ibland är hannar dubbelt så tunga som honor och det finns även skillnader i hårbeklädnad. För de andra arterna är könsdimorfismen mellan hanne och hona omdebatterad. Könsdimorfismen är hos dessa betydligt mindre än hos vissa andra djurarter, som spindlar (med större hona) och vissa fåglar.

### Hårbeklädnad
Kroppen hos de flesta primater har hårbeklädnad med färger som varierar mellan vit, grå, brun och svart. Handflatan och fotsulan saknar oftast hår. Babianer har heller inte hår på rumpan. Några arter har inget hår i ansiktet eller hela huvudet. Den minsta hårväxten finns hos människan.
Hårets beskaffenhet är hos några arter mjuk och hos andra styv. Flera primater har en påfallande man kring axlarna eller ett kännetecknande skägg i ansiktet.

### Ansikte och sinnen

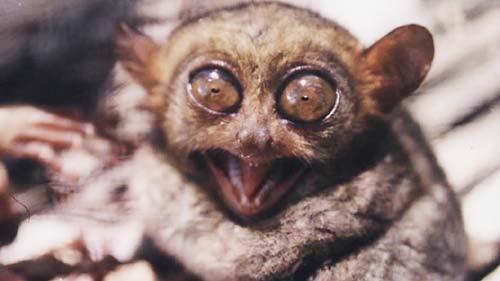
De största ögonen i ordningen primater finns hos spökdjuren.

Typiskt för alla primater är de stora, framåtriktade ögonen. På grund av dessa har de bra synförmåga och stor hjärna. De största ögonen finns i familjen spökdjur. Arterna i underordningen Strepsirrhini har dessutom ett reflekterande skikt under näthinnan. Det förbättrar deras synförmåga under natten.
Det som skiljer de två underordningarna av primater är näsan. Hos Strepsirrhini är näsans inre (rhinarium) fuktigt och rikt på körtlar och hithörande arter har följaktligen bra luktsinne. Hos arter i underordningen Haplorrhini är näsan torr och enkelt uppbyggd. De har därför ett underutvecklat luktsinne.

### Tänder
Primater är försedda med en enhetlig tanduppsättning. De äldsta kända fynden av primater hade tandformel 2-1-4-3, det vill säga per käkhalva två framtänder, en hörntand, fyra premolara och tre molara tänder, sammanlagt 40 tänder. Av de nu levande primaterna har lorier, de flesta lemurer och cebusliknande brednäsor den maximala tandformeln med 2-1-3-3. Några arter har på grund av sin föda förlorat en del tänder, till exempel har släktet lepilemurer inga framtänder i överkäken. Det minsta antalet tänder har fingerdjuret med 18 tänder, däribland inga hörntänder och bara en framtand i varje käkhalva. För smalnäsor, som innefattar människan, är tandformeln 2-1-2-3, alltså 32 tänder.
Inom underordningen Strepsirrhini är 4 till 6 tänder i underkäken (framtänder samt hörntänder) framåtriktade (horisontala) och ungefär lika stora. De liknar tillsammans en kam i utseende. En liknande tanduppsättning förekommer även hos pälsfladdrare.
Utformningen av kindtänderna visar hur födan är sammansatt. För arter som livnär sig företrädesvis av frukter är dessa avrundade och för arter som lever av insekter är dessa tydligt spetsiga. Hos lövätande arter är kanterna av kindtänderna vassa så att de kan finfördela de hårda löven.

### Extremiteter

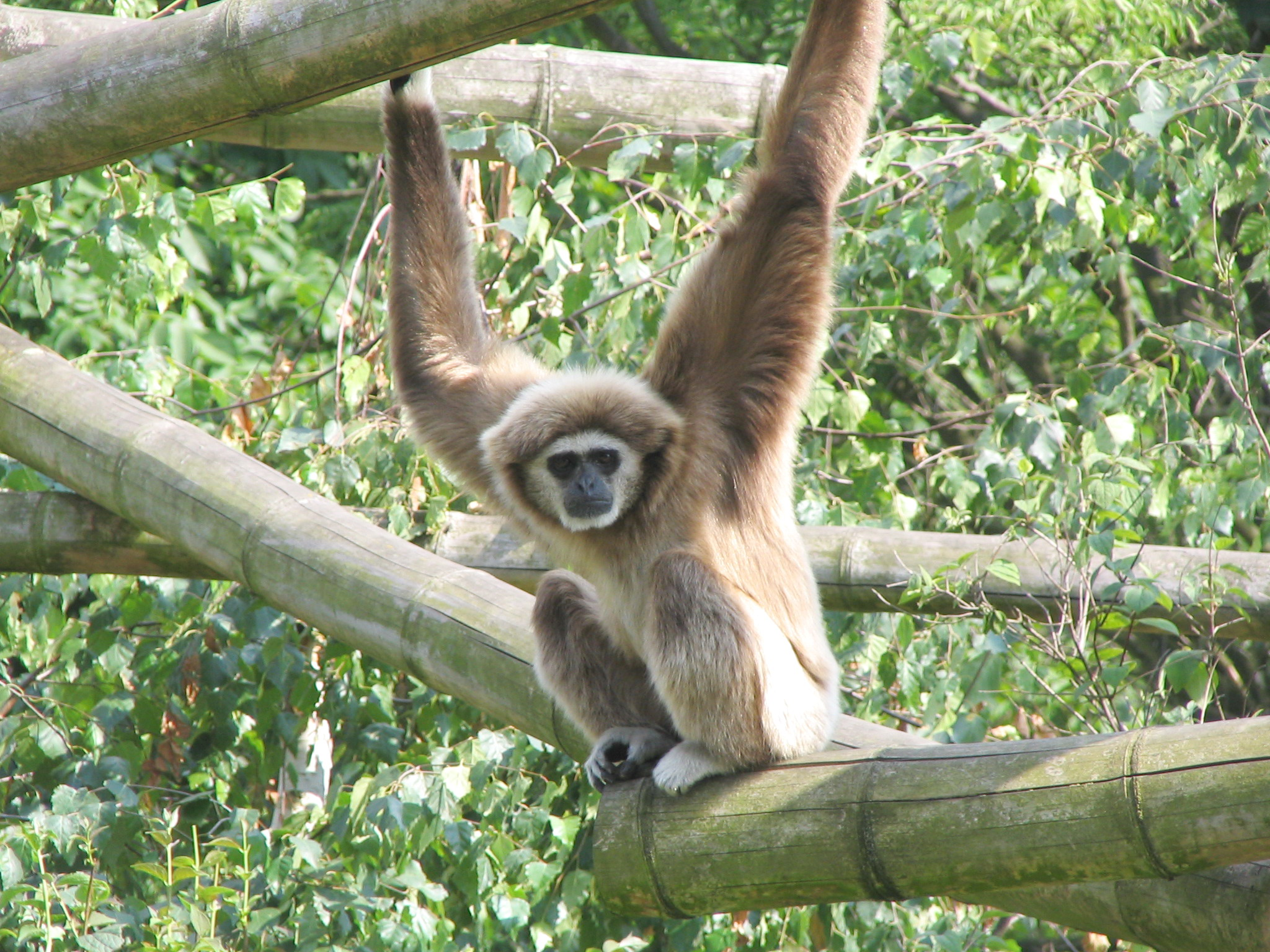
Gibboner har särskilt långa armar.

Alla primater har fyra extremiteter, är pentadaktyla (fem fingrar eller tår på varje extremitet) och har en primitiv (ospecialiserad) kroppsbyggnad. Ett särskiljande kännetecken är fingernaglar som finns hos de flesta arterna och motsättlig tumme (finns också hos bland annat opossum). Den motsättliga tummen är tillbakabildad hos de arter som använder armarna för att komma från gren till gren. Däremot har alla arter utom människan en motsättlig stortå på foten.
De flesta primater lever i träd, där de rör sig oerhört vigt, och deras extremiteter är anpassade till detta levnadssätt. Bakre extremiteterna är nästan alltid längre och robustare än de främre och är ansvariga för den största delen av rörligheten. Ett undantag bildar gibboner och många arter i familjen människoapor.
Arter i underordningen Strepsirrhini har vid andra tån en klo som de använder när de vårdar sin päls. Inom underordningen Haplorrhini finns en liknande klo bara i släktet Tarsius.

### Svansen
Många däggdjur som lever i träd använder svansen för att hålla balansen, och det gäller även för primater. Trots det förekommer primater med tillbakabildad svans eller utan svans. Med undantag av människoapor, som samtliga saknar svans, är svansens längd inte kännetecknande för släktskapsförhållandet. Till och med i ett och samma släkte, makaker, förekommer arter som saknar svans och arter som har en svans som är dubbelt så lång som kroppen. En gripsvans finns bara hos några släkten i gruppen brednäsor. Deras svans saknar hår på undersidan och har där känsliga nerver.

### Andra anatomiska detaljer
Hos de flesta familjer och släkten har honor ett par spenar (bröstvårtor) på bröstet. Ett undantag är muslemurer, fingerdjur och varier med ytterligare spenar på buken eller/och vid ljumsken. Allmänt har primater av hankön ett penisben, förutom spökdjur, ullapor och människor.

## Levnadssätt
De flesta arter lever företrädesvis i träd men det finns också arter som huvudsakligen förekommer på marken. Till de senare räknas några babianer, husarapan och människan. Primater finns i olika skogsområden, till exempel regnskogar, mangroveskog och till och med i skogar som ligger högre än 3000 meter över havet och geladan i det etiopiska höglandet upp till 5000 meter över havet. Trots att många arter gäller som vattenskygga finns några primater som är goda simmare. Här kan nämnas sumpapan, som till och med har lite simhud mellan fingrarna, och näsapan. Den japanska makaken Macaca fuscata, som torde vara den nordligaste förekomsten och även kallas snöapa, har kommit på att det är skönt att bada i de varma källorna i deras habitat. Detta har spritt sig i gruppen som ett socialt beteende och alltså överförts också till följande generationer. Andra arter har anpassat sig till ett liv i människans närhet och förekommer i städer och byar.

### Aktiva tider
Förenklat kan man säga att arter i underordningen Strepsirrhini är aktiva på natten och arter i underordningen Haplorrhini är aktiva på dagen, men det finns några undantag. De nattaktiva primaterna är i genomsnitt mindre i storlek än de som är aktiva på dagen. Nattaktiva primater har också anpassat sig till detta levnadssätt med ett mycket väl utvecklat luktsinne. Liksom hos andra däggdjur tar de primater som livnär sig från växtämnen längre vilotider.

### Rörelser

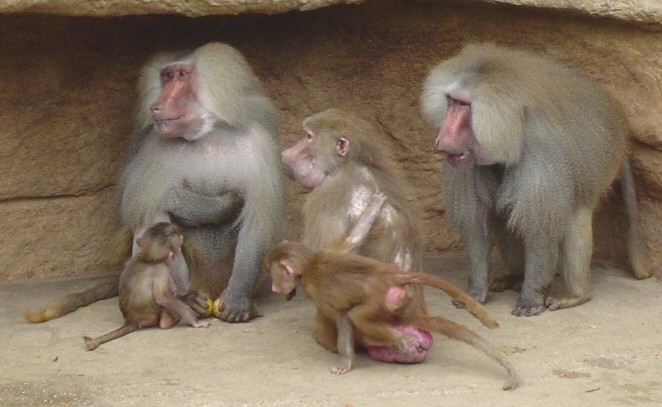
Mantelbabianer går huvudsakligen med fyra fötter på marken.

Arterna i denna ordning använder olika sätt att röra sig framåt. Detta beror på de olika omgivningarna och speglar sig i arternas kroppsbyggnad. Man underdelar följande former.
- Gående i träd med fyra extremiteter; här används mest vågräta grenar.
- Vertikal klättring och hoppande; här används de lodräta trädstammarna. Hos hoppande primater är de bakre extremiteterna mycket kraftfulla.
- Långsam klättring; denna form är mycket utpräglad hos familjen lorier.
- Gående på marken med fyra extremiteter; händer och fötter används samtidigt, babianer sätter alla tre leder av fingret på marken, gorillan och schimpansen går på fingrets andra led.
- Svängning med armarna; några arter som svänger sig från gren till gren är orangutang och Brachyteles arachnoides, perfekt behärskas denna rörelseform av gibboner.
- Gående på de bakre extremiteterna; huvudsakligen utmärks människan med denna rörelseform men även andra primater går ibland på två fötter.

### Socialt beteende
Ofta lever primater i grupper och även hos de arter som företrädesvis lever ensamma (till exempel orangutangen) överlappar territorierna varandra. För fortplantningen väljs mest individer från dessa territorier. Hos flera arter förekommer monogama relationer över många år. Sedan finns det både grupper med en hanne samt flera honor och grupper där flera hannar och flera honor lever tillsammans. I de sistnämnda grupperna finns oftast en rangordning som beror på ålder, släktskap, styrka och andra faktorer.
Även kommunikationen spelar en stor roll. Flera arter behärskar olika ljud för att markera territoriet, leta efter medlemmar av gruppen eller för att varna en motståndare. Mycket kända är de konserter som vrålaporna gör i urskogen och gibbonparens sjungande. Även indrier, lejontamariner och springapor sjunger. Primater kommunicerar även med kroppsställning och med grimaser. Viktig är också den ömsesidiga vårdnaden av pälsen. Arterna i underordningen Strepsirrhini markerar sitt territorium med ämnen ur doftkörtlarna eller med urin.

### Föda
Troligtvis hade primaterna insektsätande förfäder men idag livnär sig de flesta arter av växtämnen. Många tar huvudsakligen frukter och kompletterar med löv, blommor, rötter, frön, nötter och svampar. Andra arter är däremot allätare och tar även animalisk föda som insekter, spindlar, fågelägg och mindre däggdjur. Till de släkten som tillfälligtvis jagar större däggdjur som harar och unga partåiga hovdjur räknas babianer och schimpanser. Man har också sett exempel på att schimpanser och babianer jagar varandras ungar.
Arterna som livnär sig företrädesvis av löv har anpassat sig med sina mag- och tarmsystem till detta levnadssätt. I underfamiljen langurer (Colobinae) som tillhör familjen markattartade apor förekommer en magsäck med flera kamrar. Hos vesslemakier och halvmakier förekommer en förstorad blindtarm. Indrier, vrålapor, några markattor och vissa gibboner samt gorillor har en större tjocktarm som används för samma syfte. I dessa delar av mag- och tarmsystemet hjälper mikroorganismer vid nedbrytningen av cellulosan.
Ungefär 70 arter har inriktat sig på naturgummi som föda.
Arter som livnär sig uteslutande av kött är sällsynta hos primaterna. Ett exempel är familjen spökdjur.

### Fortplantning och livslängd
Typiskt för primater är att dräktigheten och ungarnas utveckling tar lång tid och att de har en hög livslängd. Deras strategi för att utjämna den låga reproduktionskvoten är att de investerar mycket tid i ungarnas uppfostran. Den kortaste dräktigheten, som tar cirka 60 dagar, finns hos muslemurerna. För de flesta arter ligger denna tid mellan fyra och sju månader. Den längsta dräktigheten med ungefär nio månader förekommer hos människan och gorillan. Honan blir vanligen inte brunstig innan den aktuella ungen har avvänjts.
Oftast föds bara en unge åt gången och även hos de arter som föder flera ungar samtidigt överstiger antalet sällan två eller tre. För de flesta primater är ungarna vid födelsen ganska väl utvecklade. De har öppna ögon och hår på kroppen. Ett undantag är några lemurer.
Jämförd med de flesta andra däggdjur har primater ett långt liv, även om det finns däggdjur som blir äldre.

## Evolution
De äldsta fossilfynden som man utan tvekan kan räkna till primaterna härstammar från tidig eocen (för 55 miljoner år sedan). Släktet Plesiadapis och andra medlemmar av infraordningen Plesiadapiformes, som är kända från tidsperioden paleocen, räknas idag inte till primaterna men som en evolutionsgren från samma förfäder. På grund av att de äldsta fynden redan visar uppspaltningen i två underordningar, är det troligt att de äldsta primaterna levde under kritperioden, för ungefär 80 till 90 miljoner år sedan. Denna tidpunkt bekräftas även av studier angående primaternas molekylära klocka.
De kända fynden från eocen tillhör delordningen Adapiformes, som tillhör Strepsirrhini, respektive delordningen Omomyidae, som liknar familjen spökdjur. Dessa fynd gjordes i Afrika, Asien, Europa och Nordamerika. Medan de primater som förekom i Nordamerika och norra Eurasien dog ut under oligocen (för cirka 34 miljoner år sedan), utvecklades de som levde på andra kontinenter vidare. De primater som finns idag i Amerika kom dit för ungefär 25 miljoner år sedan. I Europa dog de icke-mänskliga primaterna ut under pleistocen. På ett sätt som inte liknar något annat utbredde sig släktet Homo över hela världen under de senaste 100 000 åren, så att det nu finns primater i alla världens hörn.

## Människan och de andra primaterna
I detta avsnitt beskrivs relationen mellan människan och de andra primaterna.

### Forskningshistoria
De primater (bortsett från människan själv) som var tidigast kända av människor i Medelhavsområdet var berberapan i norra Afrika och mantelbabianen i Egypten. Sjöfararen Hanno (död 440 f.Kr.) tog med sig päls från "vilda kvinnor" som troligtvis tillhörde schimpanser. Aristoteles beskrev djur som både har egenskaper av människan och egenskaper av "fyrfota djur" och delade dessa i apor med svans (troligtvis markattor), babianer och större apor utan svans. Han beskrev deras nos och tänder som hundliknande och skapade därmed begreppet "hundapor" . Under 100-talet efter Kristus dissekerade Galenos berberapor och drog slutsatser att människans anatomi måste vara likadan. Fram till 1500-talet var hans forskning en viktig grundval för medicinen.

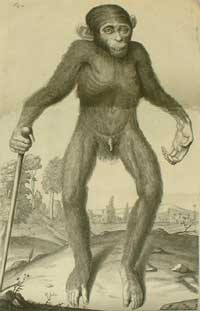
Teckning av Edward Tyson.

Föreställningen om primater under medeltiden blandades med historier om fabelväsen, till exempel människoliknande varelser med svans som satyren. Det vetenskapliga släktnamnet för schimpansen, Pan, härstammar från denna figur. 1641 var första gången en levande schimpans kom till Nederländerna. Läkaren Nicolaes Tulpius (1593–1674) undersökte djuret och skildrade sina resultat under titeln "indisk satyr", och gav den namnet Homo sylvestris, Orang-outang (egentligen ett malajiskt begrepp för "människa från skogen"), vilket kom att bli ett samlingsnamn för alla stora apor fram till mitten av 1800-talet.
Den engelske läkaren och zoologen Edward Tyson (1650–1708) gäller som den person som startade vetenskapen primatologi. Linné skapade den systematik som i stort sett finns ännu idag. Han delade i den tionde upplagan av "Systema Naturae" primaterna i fyra släkten: Homo (människor), Simia (andra "högre" apor), Lemur (lemurer och "lägre" apor), Vespertilio (fladdermöss). I en tidigare upplaga räknade han även sengångare till ordningen primater.
Andra zoologer gillade inte att människan inräknades på detta sätt. Johann Friedrich Blumenbach delade ordningen i två grupper: Bimana (tvåhänta, alltså människor) och Quadrumana (fyrhänta, alltså icke-mänskliga primater). Denna indelning återspeglas också i gamla avbildningar av människoapor. De tecknades alltid med en pinne i handen, vilket skulle visa att bara människor har möjlighet att gå utan hjälp.
Under 1800-talet utvecklades evolutionsteorin och Thomas Henry Huxley räknade i sitt verk Evidence as to Man’s Place in Nature (1863) in människan i denna teori. Detta medförde över många årtionden diskussioner om människan verkligen tillhör aporna. Den brittiske zoologen St. George Mivart, en konservativ katolik och autodidakt, försökte länge vederlägga Darwins och Huxleys teorier. Han menade att jorden inte hade existerat tillräckligt länge för de beskrivna evolutionsprocesserna. Ändå ändrade han Linnés indelning och tog bort fladdermöss från ordningen primater och delade in dem i halvapor och egentliga apor. Denna indelning var gällande ända fram till för några år sedan. Mivart etablerade också en lista över kännetecken som innefattade beskrivningar av nyckelbenet, gripfot med motsättlig stortå och friliggande penis med bakomliggande scrotum.
Under 1900-talet delades forskningen in i ett flertal inriktningar. I stort sett kan man säga att den anatomiska och fysiologiska forskningen minskade och därför ökade fältforskningen och forskningen om bevarandet av primater. Beteendeforskningen kring människoapor tog ett stort steg framåt med Jane Goodalls banbrytande arbete om schimpanser på 1960-talet, uppföljt av Dian Fossey som tillbringade tretton år bland bergsgorillorna i Wirungabergen mellan Ruanda och Uganda, och torde kunna tillerkännas äran att ha räddat den krympande populationen från utrotning.

### Kulturell betydelse

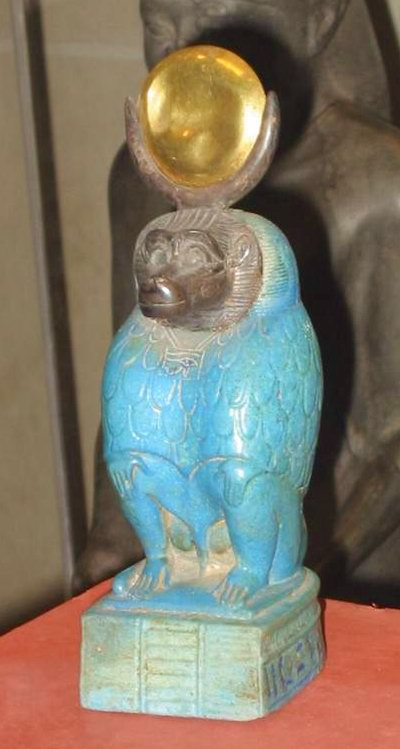
Den egyptiska guden Thot framställs ibland som babian.

Likheten med människans kroppsbyggnad och några vanor ledde till några mytiska föreställningar. Till dessa vanor räknas solbadet på morgonen, som tyddes som religiös soldyrkan, vrålandet och sångerna samt den förmodade äktenskapliga troheten hos några arter.
I några religioner räknades särskilda primater som heliga djur. Guden Thot i det gamla Egypten framställdes ibland som babian. I den egyptiska dödsboken berättades att babianer sitter i fören på dödsbåten och att den döde kan tala med dem och ansöka om rättvisa i dödsriket. Babianer ställdes under skydd och blev till och med mumifierade.
I Indien betraktas rhesusapor och hulmanarten Semnopithecus entellus som heliga och  i det indiska nationaleposet Ramayana berättas att apguden Hanuman hjälper prinsen Rama att befria sin hustru Sita från demonernas furste Ravana. Bägge arterna finns i stora antal i indiska städer och tempel och de har rätt att plundra trädgårdar och marknadsplatser utan restriktioner. På Madagaskar är arten indri skyddad på grund av att ursprungsbefolkningen trodde att deras förfäder lever vidare i dessa djur. I Kina beskrevs gibbonernas duettsånger i dikter och målningar på grund av att man sätter sångerna i samband med djurens påstådda melankoli.

### Primater som husdjur
De äldsta beläggen för primater som husdjur härstammar från det gamla Egypten, där målningar visar hur babianer leds i koppel eller leker med barn. Även från det gamla Kina är gibbonen känd som husdjur. Idag hålls mest människoapor eller mindre arter som dödskalleapan. Problemet är att dessa djur oftast fångas som ungar och att deras mor dödas vid infångandet. Djurrättsorganisationer avråder från primater som husdjur, för att de inte kan hållas på ett sätt som skulle tillfredsställa deras naturliga instinkter. Även den stora faran för överföring av sjukdomar i båda riktningarna är ett problem.
I USA är primater ganska vanliga sällskapsdjur. Enligt en uppskattning från 1989 fanns där 50 000 individer i fångenskap och varje år infördes cirka 17 000 exemplar.
Det är numera olagligt att hålla apor och halvapor som husdjur i Sverige.

### Primater som bruksdjur
I ordningen primater finns inga klassiska bruksdjur. De används ofta som försöksdjur för medicinsk forskning och provning av kosmetika. Det som är mest bekant är upptäckten av rhesusfaktorn, som upptäcktes 1940 under forskning på rhesusapor. Tidigare var letandet efter försöksdjur en fara för populationen, men idag härstammar dessa djur från egen uppfödning. Det finns en kontroversiell diskussion om meningen och nyttan av dessa djurförsök.
Ett annat sätt att använda primater var för rymdfärder. Den första rymdfarande apan var en dödskalleapa med namnet Gordo som 1958 var ombord på en Mercury-Redstone Launch Vehicle. Det följde andra dödskalleapor, rhesusapor och schimpanser som ingick i USA:s, Frankrikes och Sovjetunionens rymdfärdsprogram.

### Hot
Det största utdöendet under den senaste tiden har skett på Madagaskar. Denna ö, som upptäcktes av människor först för cirka 1500 år sedan, är hemort för många endemiska djurarter och bland dessa ingår fem familjer av primater. Minst åtta släkten med femton arter har dött ut under denna tidsperiod, troligtvis på grund av jakt och i samband med klimatförändringar. Till dessa utrotade primater räknas mest större marklevande djur som jättelemurerna och släktet Archaeoindris, som var lika stora som gorillor, och familjerna Palaeopropithecidae och Archaeolemuridae.
När man betraktar hela jorden är situationen för många primater oroväckande. Den största faran är avverkningen av större skogsområden som bildar livsmiljö för många trädlevande arter. Många arter lever idag bara i en liten del av sitt ursprungliga utbredningsområde. Sedan tillkommer också jakten för att få deras kött och päls. Gorillor och schimpanser hotas dessutom av epidemier som ebolafebern. I Asien dödas flera primater för vissa kroppsdelars skull som används i den traditionella medicinen eller som talisman. Som nämndes tidigare dör också många mödrar till unga apor när man fångar ungarna för att göra dem till husdjur eller sälja dem till djurparker. Trots att föreningen International Union for Conservation of Nature (IUCN) inte listar någon art av ordningen primater som utrotad under de senaste 200 åren finns stora faror för många av dessa arter. Till de arter som är mest hotade räknas ullspindelapan och lejonapan i Sydamerika, den silverfärgade gibbonen, som bara förekommer på Java, olika arter av släktet Rhinopithecus och en underart av orangutang som förekommer på Sumatra.
Enligt nyare uppgifter från IUCN är 48 % av alla arter i ordningen primater hotade i beståndet, av dessa listas 11 % som akut hotade (critically endangered), 22 % som starkt hotade (endangered) och 15 % som sårbar (vulnerable). De största problemen finns i Östasien och Sydostasien.
Genom avel i djurparker inklusive frigivning i naturen (vanlig lejontamarin) eller intensiva skyddsåtgärder (västlig låglandsgorilla) har några akut hotade populationer återhämtat sig lite. I samarbete med IUCN har flera organisationer upprättat åtgärdsplaner för att rädda arternas bestånd.

### Fotnoter
1. 1 2 3  Grzimek et al. (2013) sid.1
2. ↑  Björklund, Mats (2005). Evolutionsbiologi. Lund: Studentlitteratur. ISBN 91-44-03984-0
3. ↑  Cachel, S. (2015), sid.11 (Figure 1.6.), online
4. ↑  2009-12-29 Nationalencyklopedin • Lång http://www.ne.se/lang/primater
5. ↑  Wilson red. (2013) sid.14
6. 1 2  Primates på Animal Diversity Web
7. 1 2  Nowak, R. M. (1999) sid.490 online.
8. ↑  Nowak, R. M. (1999) sid.580
9. 1 2  Geissmann, T. (2002) sid.6-9 Was sind Primaten?
10. ↑  David W. McDonald (1996), s. 35, uppgifter för örontofsmaki.
11. ↑  Östlig gorilla (Gorilla beringei) på Animal Diversity Web, gorillor i fångenskap blir ännu tyngre
12. ↑  Nowak, R. M. (1999) sid.491 online.
13. 1 2  Grzimek et al. (2013) sid.5
14. 1 2 3 4  Geissmann, T. (2002) sid.25-29 Vergleich Strepsirrhini und Haplorrhini
15. 1 2 3 4  Nowak, R. M. (1999) sid.493
16. ↑  Nowak, R. M. (1999) sid.511
17. ↑  Nowak, R. M. (1999) sid.538
18. ↑  Nowak, R. M. (1999) sid.521
19. ↑  Daubentonia madagascariensis på Animal Diversity Web
20. ↑  Pough, F. W., Janis, C. M. & Heiser, J. B. (2005) [1979]. "Characteristics of Primates". Vertebrate Life (7 upplaga). Pearson. ss. 630. ISBN 0-13-127836-3.
21. ↑  Soligo, C., Müller, A.E. (1999). ”Nails and claws in primate evolution” (på engelska). Journal of Human Evolution 36 (1):  sid. 97–114. doi:10.1006/jhev.1998.0263.
22. ↑  David M. McDonald (1996), s. 12
23. ↑  Nowak, R. M. (1999) sid.492, online.
24. ↑  Nowak, R. M. (1999) sid.582
25. ↑  David M mcDonald (1996), s. 15
26. ↑  Rafferty, J. P. (2011) sid.4-5 online
27. ↑  Sean Flannery (2007), Allen's swamp monkey Arkiverad 21 september 2013 hämtat från the Wayback Machine., läst 27 maj 2018.
28. ↑  Nowak, R. M. (1999) sid.595
29. ↑  ”Japanese macaque”. Arkive. 2011. Arkiverad från originalet den 3 mars 2014. https://web.archive.org/web/20140303214939/http://www.arkive.org/japanese-macaque/macaca-fuscata/. Läst 27 maj 2018.
30. 1 2  Grzimek et al. (2013) sid.8
31. ↑  Rafferty, J. P. (2011) sid.3 online, även sid.14-17.
32. ↑  Grzimek et al. (2013) sid.7
33. ↑  Fleagle, John G. (2013). ”Digestive Tract Adaptations”. Primate Adaptation and Evolution. Academic Press. sid. 188-189
34. ↑  Burrows & Nash (2010): Exudates as a Primate Dietary Component, The Evolution of Exudativory in Primates, sid.4, Springer Science & Business Media
35. ↑  Nowak, R. M. (1999) sid.535
36. ↑  David M. McDonald (1996), s. 35, uppgift för brun musmaki.
37. ↑  Rafferty, J. P. (2011) sid.10 online
38. ↑  Rafferty, J. P. (2011) sid.8 online
39. ↑  Rafferty, J. P. (2011) sid.11 online
40. ↑  David M. McDonald (1996), s. 13, diagram på höger sidan
41. ↑  Lee, M. (september 1999). ”Molecular Clock Calibrations and Metazoan Divergence Dates” (på engelska). Journal of Molecular Evolution 49 (3):  sid. 385–391. doi:10.1007/PL00006562.
42. ↑  ”Scientists Push Back Primate Origins From 65 Million To 85 Million Years Ago”. Science Daily. http://www.sciencedaily.com/releases/2002/04/020418073440.htm. Läst 24 oktober 2008.
43. 1 2 3 4  Geissmann, T. (2002) sid.3-5 Frühe Beschreibungen der Primaten.
44. 1 2  Swindler, Daris R. (1998). Introduction to the Primates. University of Washington Press. sid. 6f. ISBN 0-295-97704-3. https://books.google.se/books?id=WybiCgAAQBAJ&lpg=PP1&dq=primates&hl=sv&pg=PA3#v=onepage&q&f=false. Läst 29 maj 2018
45. ↑  Systema Naturae, sida 20 och följande Arkiverad 27 oktober 2011 hämtat från the Wayback Machine.
46. 1 2 3  Wilson red. (2013) sid.15-16
47. ↑  Mark Kinver:  Primates 'face extinction crisis' på BBC News
48. ↑  Rafferty, J. P. (2011) sid.6-7 online